# Coupe des nations de rink hockey 1980
Navigation
Coupe des nations 1978 Coupe des nations 1982
La Coupe des nations de rink hockey 1980 est la 48e édition de la compétition. La coupe se déroule durant le mois de mars 1980 à Montreux.

## Déroulement
La compétition se compose d'un championnat à 8 équipes.

## Résultats
|   | Équipes         | Pts | J | V | E | D | BM | BE | DB  |
| - | --------------- | --- | - | - | - | - | -- | -- | --- |
| 1 | Espagne         | 12  | 7 | 6 | 0 | 1 | 30 | 13 | 17  |
| 2 | Argentine       | 11  | 7 | 5 | 1 | 1 | 31 | 15 | 16  |
| 3 | Pays-Bas        | 10  | 7 | 5 | 0 | 2 | 25 | 19 | 6   |
| 4 | Portugal        | 8   | 7 | 4 | 0 | 3 | 32 | 17 | 15  |
| 5 | France          | 4   | 7 | 1 | 2 | 4 | 17 | 33 | -16 |
| 6 | Montreux HC     | 4   | 7 | 1 | 2 | 4 | 13 | 31 | -18 |
| 7 | Allemagne       | 4   | 7 | 1 | 2 | 4 | 13 | 19 | -6  |
| 8 | Italie juniores | 3   | 7 | 1 | 1 | 5 | 22 | 37 | -15 |

|                 | b   | France | Italie | Allemagne | Pays-Bas | Portugal | Argentine | Espagne |
| --------------- | --- | ------ | ------ | --------- | -------- | -------- | --------- | ------- |
| Montreux HC     |     |        |        |           |          |          |           |         |
| France          | 4-4 |        |        |           |          |          |           |         |
| Italie juniores | 2-4 | 5-5    |        |           |          |          |           |         |
| Allemagne       | 2-2 | 1-4    | 4-6    |           |          |          |           |         |
| Pays-Bas        | 0-5 | 5-3    | 3-2    | 3-1       |          |          |           |         |
| Portugal        | 8-0 | 4-0    | 11-4   | 0-2       | 1-2      |          |           |         |
| Argentine       | 4-1 | 4-2    | 8-0    | 2-2       | 8-5      | 5-3      |           |         |
| Espagne         | 6-3 | 6-1    | 6-1    | 2-1       | 4-2      | 4-5      | 2-0       |         |

## Classement final
| Classement | Équipe            |
| ---------- | ----------------- |
|            | Espagne           |
|            | Argentine         |
|            | Pays-Bas          |
| 4          | Portugal          |
| 5          | France            |
| 6          | Montreux HC       |
| 7          | Allemagne         |
| 8          | Italie (juniores) |

| Vainqueur du tournoi de Montreux 1980 |
| ------------------------------------- |
| Espagne 11°                           |